# Lamproie
Petromyzontiformes
Ordre
Familles de rang inférieur
- Geotriidae Gill, 1893
- Mordaciidae Gill, 1893
- Petromyzontidae Bonaparte, 1831

Les Lamproies sont une classe (Petromyzonti) d'agnathes (animaux sans mâchoires mobiles). Ce groupe est constitué d'un seul ordre (Petromyzontiformes) et de trois familles (Petromyzontidae, Mordaciidae et Geotriidae), qui a pu être plus important dans le passé mais qui ne regroupe aujourd'hui que 49 espèces. Elles sont parfois considérées comme faisant partie d'un des taxons de vertébrés vivants les plus anciens.
Les lamproies vivent dans les zones tempérées et sauf exception (lamproie de Planer) sont migratrices et anadromes. Ce sont des filtreurs à l'état larvaire et des ectoparasites hématophages à l'état adulte. Après avoir atteint la maturité sexuelle, l'intestin s'atrophie et la lamproie semble ne plus se nourrir et vivre uniquement sur ses réserves de graisse.

## Description

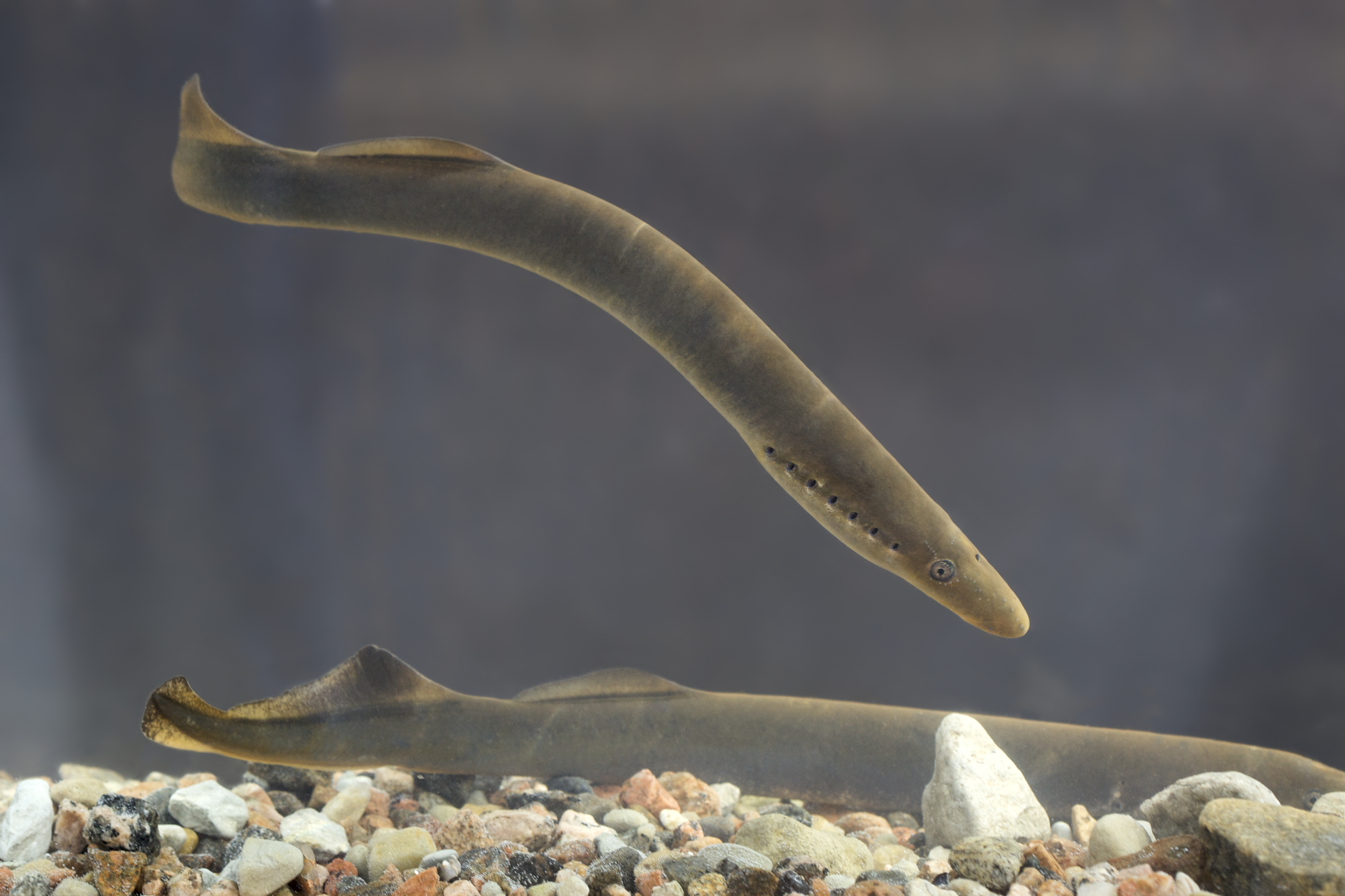
Lamproie de rivière.

Ce sont des vertébrés basaux qui, contrairement aux Gnathostomes, ne comportent pas de membres pairs, ni de mâchoires. On les appelle, pour cette raison, « Agnathes » ou « Cyclostomes ». Contrairement aux Myxinoidea, les lamproies possèdent des yeux fonctionnels et une colonne vertébrale. Les lamproies possèdent de nombreux caractères plésiomorphes (ou primitifs). Leur morphologie rappelle celle de l'anguille (corps allongé et cylindrique, sans nageoires paires ; seules la nageoire dorsale et la nageoire caudale sont présentes). On les dit donc « anguiformes ».
La peau visqueuse ne présente pas d'écailles.
Les muscles des lamproies présentent aussi des particularités. Leurs fibres (étudiées chez la Lamproie de rivière) présentent trois types différents de fibres musculaires. La distribution et les activités de plusieurs enzymes oxydatives et de la myosine-ATPase ont été étudiées dans les muscles du tronc de cette même espèce. Les chercheurs ont observé une distribution différente de l'activité des enzymes oxydatives et de la myosine-ATPase selon les faisceaux de fibres pariétales de la sous-unité myotomale, tandis que les fibres centrales y réagissent moindrement. D'autres tests laissent penser que ces faisceaux sont fonctionnellement différents et distribués en groupes spécifiques au sein du myotome (constitué du muscle et de la racine nerveuse qui l'innerve). Les fibres pariétales sont de type lent (type I) et les fibres centrales de type rapide (type II A).
|  | 1. Narine 2. Bouche 3. Œil 4. Fentes branchiales (7 paires) 5. Tronc 6. Anus 7. Queue 8. Nageoire caudale 9. Nageoire dorsale postérieure 10. Nageoire dorsale antérieure |

## Écologie

### Alimentation

Bouche d'une lamproie.

Ce sont des filtreurs à l'état larvaire et des ectoparasites hématophages à l'état adulte,.

Les lamproies ont une bouche ronde et en forme d'entonnoir. Elles possèdent des « dents » cornées formées de kératine.

Grâce à leurs dents, les lamproies percent ou raclent la peau de poissons hôtes, ce qui leur permet ensuite d'aspirer le sang et autres liquides biologiques (lymphe) s'écoulant de la blessure. Certaines espèces peuvent aussi parfois s'enfoncer dans les ouïes de leurs hôtes et se fixer sur leurs branchies.

### Reproduction

#### Remontée

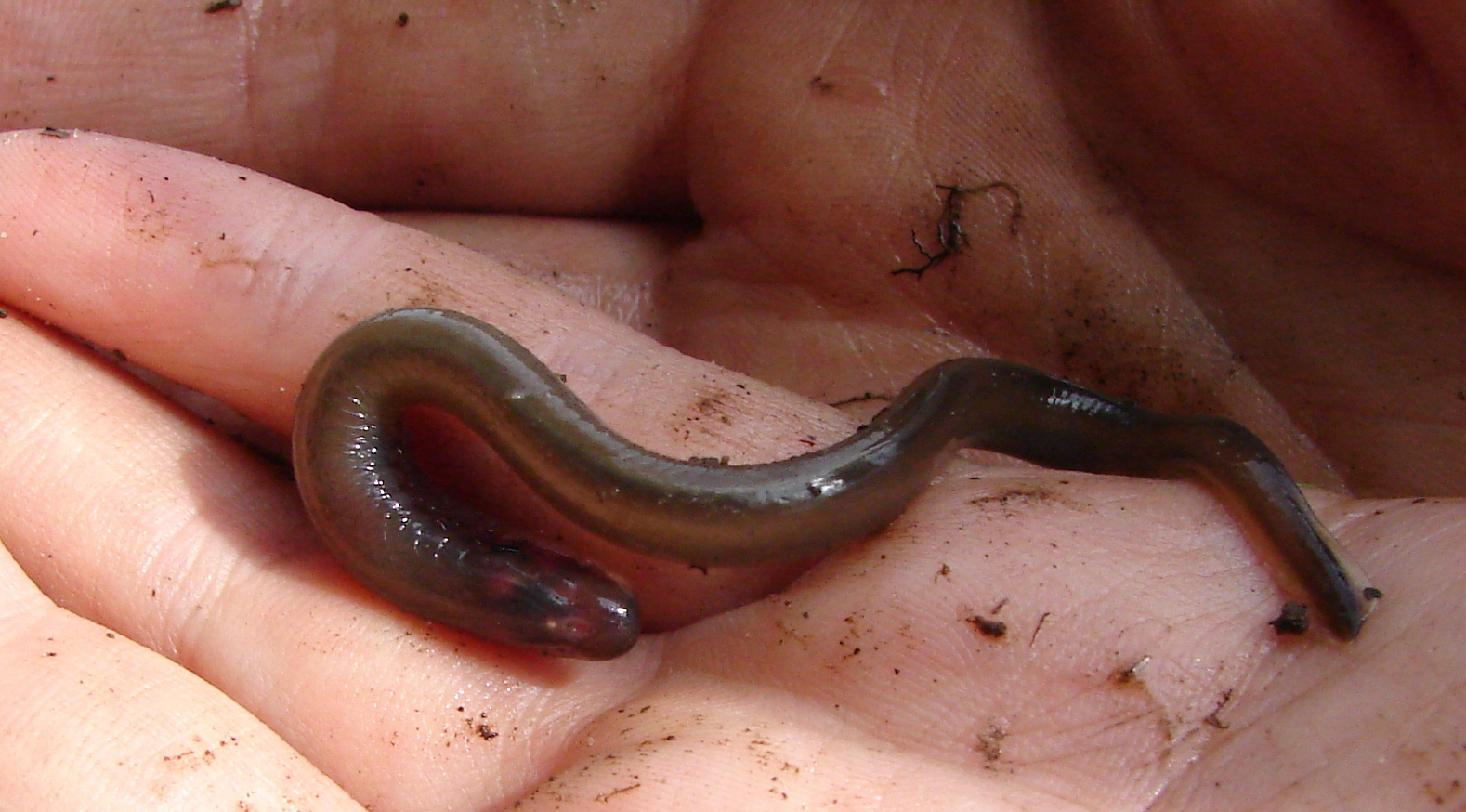
Eudontomyzon mariae, juvénile.

Les lamproies adultes localisent les rivières et les zones propices à leur reproduction en détectant certaines phéromones sécrétées par les larves issues des pontes des années précédentes. Les adultes ne s'alimentent plus et gagnent les frayères des hauts de bassin versant en étant capables de natation et reptation vigoureuse et parfois de grimper sur des obstacles tels que des chutes d'eau ou des barrages,. Comme les anguilles, les lamproies peuvent survivre bien plus longtemps que la plupart des poissons hors de l'eau. La ventouse des lamproies leur permet aussi de s'accrocher au fond ou sur une paroi (même couverte d'un film d'algues glissantes) et de résister à de violents courants. Elle leur permet de franchir des barrages de castors des seuils ou d'autres types de petits barrages,.
Leur ventouse leur permet aussi de se faire transporter par d'autres espèces. F. Barthélemy décrivait ainsi en 1912 cette caractéristique : « Les lamproies, arrivées à un point qu'elles ne peuvent franchir seules, s'abritent sous une pierre ou un obstacle et s'y maintiennent, attendant le passage des aloses : quand l'une d'elles passe à la portée de la lamproie, celle-ci s'élance et la saisit à la queue, l'alose effrayée précipite sa course, fait un effort et franchit le passage difficile, et la lamproie lâche prise aussitôt. On a vu prendre, dans les filets tournants des aloses ainsi accrochées ; or ces filets sont placés dans les courants les plus forts ».
La ponte, collective, est faite dans un nid construit par un groupe de mâles et de femelles, toujours en eau douce et entre le début du printemps et le début de l'été (selon les espèces). L'énergie nécessaire aux activités de remontée et de reproduction est fournie par d'importantes réserves de lipides glycogènes, pratiquement épuisées après le frai. Certains auteurs estiment que la mort des adultes juste après la ponte est un phénomène génétiquement programmé associé à une accélération générale de la sénescence et non pas à la seule déplétion des réserves d'énergie de la lamproie.

#### Les larves ammocètes

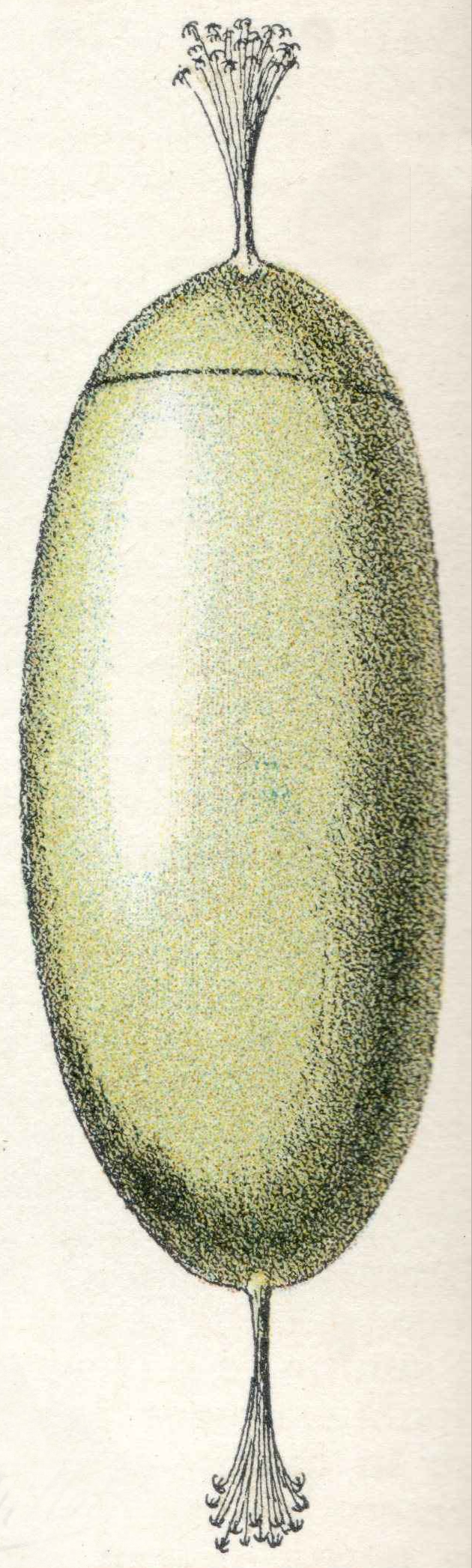
Œuf de lamproie (par Adolphe Millot, Nouveau Larousse illustré, 1897-1904).

De l'œuf sort une larve dite ammocète. Étymologiquement, ce nom signifie « qui habite le sable » (du grec ammos, sable et koites, habitation).

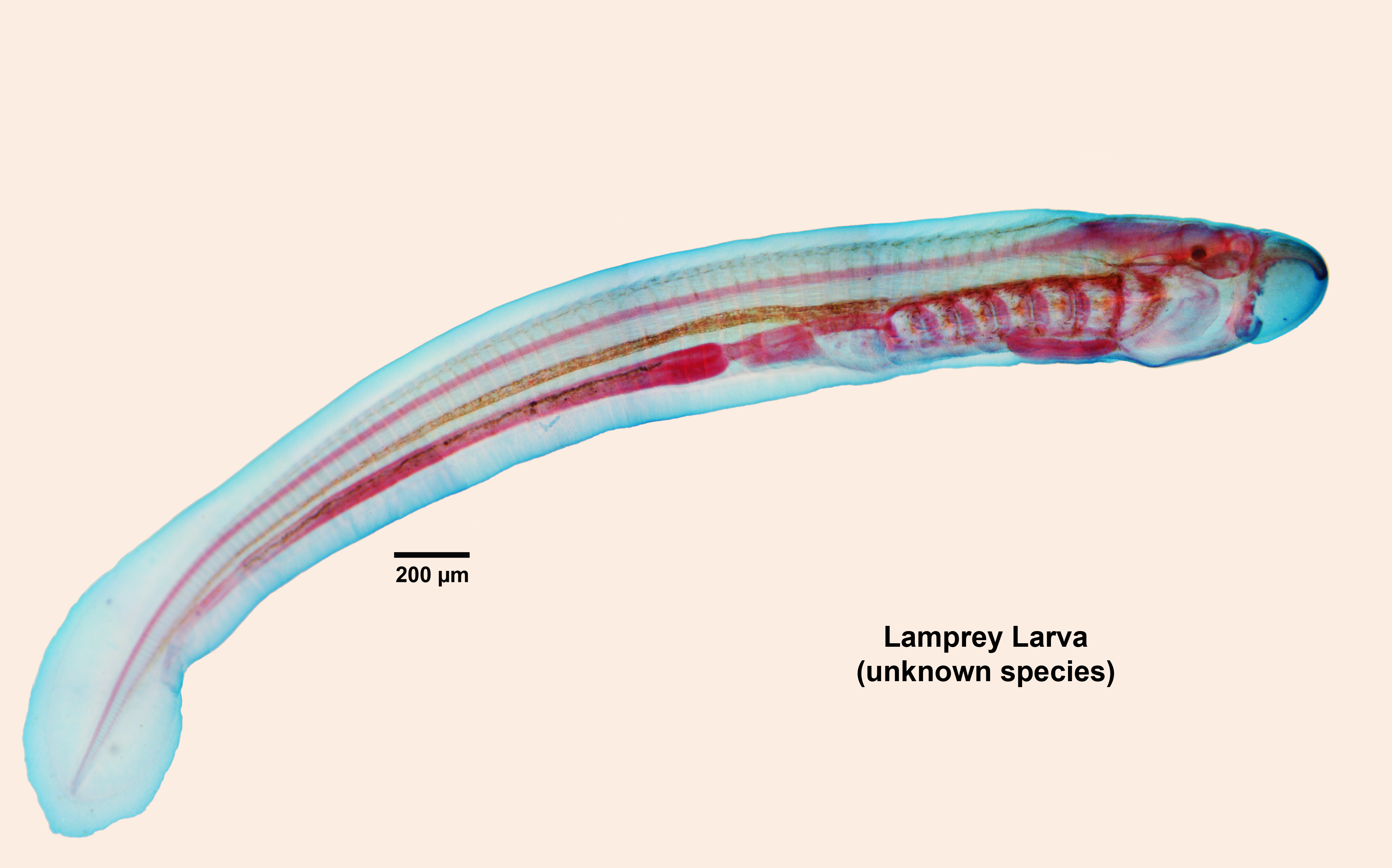
Larve de lamproie d'une espèce non identifiée.

La larve est d'abord translucide puis brunâtre sur le corps et rougeâtre près de la tête là où se situent les plaques branchiales, dans des sacs ouvrant sur l'extérieur par une rangée de 7 trous (fentes branchiales) situés dans un sillon (sillon branchial), derrière une tête mal définie et caractérisée par une capuche orale enfermant un espace préoral dit vestibule. La larve est aveugle durant tout son stade larvaire mais néanmoins sensible à la lumière et au courant. Son métabolisme de l'iode est sensible à la température de l'eau, et la lamproie supporte mal la chaleur, ce qui pourrait expliquer la rareté des lamproies ou leur absence en zone tropicale. Dépourvue de ventouse dentée, la larve filtre l'eau via ses branchies. Elle est dotée d'un cœur primitif qui alimente un système sanguin composé d'une artère et d'une veine.
Les larves s'installent dans une zone de moindre courant, dans un tube creusé dans un lit de vase ou de limons fins plus ou moins argilo-sableux, dans des entonnoirs (dépressions du fond), à faible profondeur, dans de l'eau plutôt claire et oxygénée, de sources ou de ruisseaux. Elles sortent de leur tunnel en orientant leur tête vers l'amont, offrant leur cavité buccale au courant, de manière que les branchies s'oxygènent, tout en filtrant les particules alimentaires. À ce stade, elles sont décimées par de nombreux poissons et oiseaux qui s'en nourrissent.
Durant tout le stade larvaire, au fur et à mesure de sa croissance, périodiquement, la larve se laisse déporter par le courant vers des zones de faciès lentiques (à faible courant) de l'aval et s'installe dans un nouvel environnement, jusqu'au moment de la métamorphose. Celle-ci est un phénomène complexe, initié par une chute du taux d'hormone thyroïdienne qui entraîne le développement des yeux, un disque oral et denté (ainsi qu'une langue également dentée), ainsi que divers changements dans la structure interne et externe du corps. L'animal change aussi de comportement et devient parasite et vivra en mer (sauf la lamproie de Planer).
L'ammocète est dotée d'une longue nageoire dorsale et la queue porte déjà un liseré qui est une nageoire caudale. Cette larve (dite Lamprey eel pour les anglophones) a un corps fusiforme et comprimé latéralement ressemblant aux Branchiostoma (genre animal réputé très primitif, de la classe des Céphalocordés).
On a autrefois pensé que les ammocètes étaient une autre espèce. Il semble pouvoir exister des différences morphologiques entre les larves selon leur lieu de vie (observation faite au Portugal chez les ammocètes de Petromyzon marinus).
Elle passe de deux à sept ans (variable selon les espèces et peut-être selon les contextes) enlisée dans la vase ou le substrat sablo-vaseux à se nourrir de bactéries, infusoires et microalgues (phytoplancton) par filtration. Des auteurs évoquent une durée possible de 17 ans pour l'état larvaire.
Elle est dotée de branchies, d'une ébauche de cerveau et d'un rein primitif dit pronéphros (notamment étudié chez Lampetra fluviatilis et Petromyzon marinus). Le pronéphros est un organe excréteur rudimentaire qui existe chez tous les vertébrés durant l'embryogenèse (il n'est que le premier des trois appareils rénaux différents qui se succèdent pendant la vie utérine des mammifères avant de disparaître) mais il persiste comme rein définitif chez quelques poissons primitifs tels que la myxine, ainsi que chez certaines larves d'amphibiens.
Après leur métamorphose qui les dote d'une bouche-ventouse munie d'un anneau de dents tranchantes, la plupart des lamproies gagnent la mer en deux ans (hormis les lamproies de Planer qui effectuent tout leur cycle de vie en eau douce). Elles vont grandir et préparer leur maturation sexuelle en mer et se déplacent parfois sur de grandes distances en s'accrochant à d'autres poissons ou parfois à des mammifères marins au moyen de leur ventouse.

## Classification, paléontologie
Certains chercheurs ont classé les lamproies comme seul taxon survivant de la classe linnéenne Cephalaspidomorphi. Des preuves ou indices fossiles suggèrent maintenant que les lamproies et les Cephalaspidomorphi ont acquis des caractères similaires mais par convergence évolutive,.
Ainsi, la dernière édition de Fishes of the World classe les lamproies dans un groupe séparé dit Petromyzontida ou Hyperoartia.
Jusqu'à la fin du XXe siècle, les paléontologues pensaient que les lamproies dérivaient des ostracodermes, le groupe des agnathes cuirassés à l'origine des gnathostomes puis des poissons. Cependant, les analyses ADN ont ensuite suggéré une parenté entre les myxinoides et les pétromyzontides, alors que les études morphologiques et physiologiques rapprochent ces dernières des gnathostomes. La découverte d'un fossile de pétromyzontide (Priscomyzon riniensis) très proche des lamproies modernes, dans le Dévonien moyen d'Afrique du Sud, et donc contemporain des ostracodermes, plaide pour une certaine parenté entre les myxinoides et les pétromyzontides avec une séparation entre ces deux groupes antérieure au développement des ostracodermes. L'origine des pétromyzontides serait à rechercher du côté d'un groupe d'ostracodermes primitifs, les anaspides, qui aurait donné naissance, d'un côté, par perte des écailles et réduction du squelette, aux pétromyzontides , et d'autre part, aux autres ostracodermes.
La reconstitution de l'évolution des premiers vertébrés reste difficile. Les fossiles d'animaux à corps mou et à ébauche de squelette cartilagineux comme les pétromyzontides sont rares (deux datant du Carbonifère, un du Dévonien) alors que les restes plus minéralisés des ostracodermes sont plus nombreux.

### Liste des taxons inférieurs

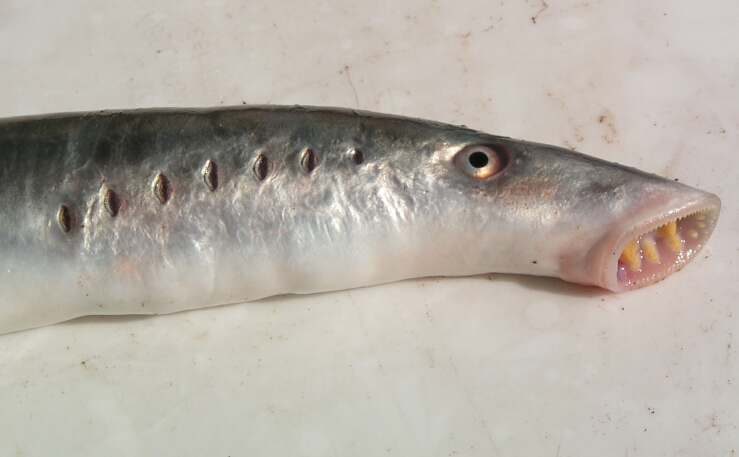
Lamproie de rivière (Lampetra fluviatilis).

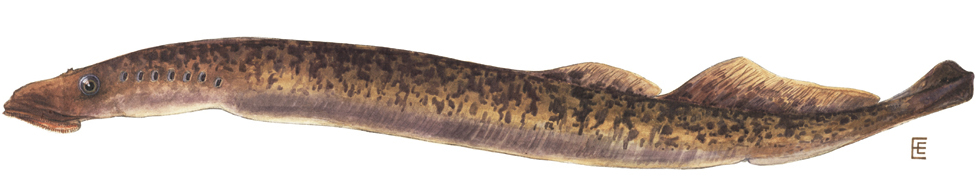
Lamproie marine (Petromyzon marinus).

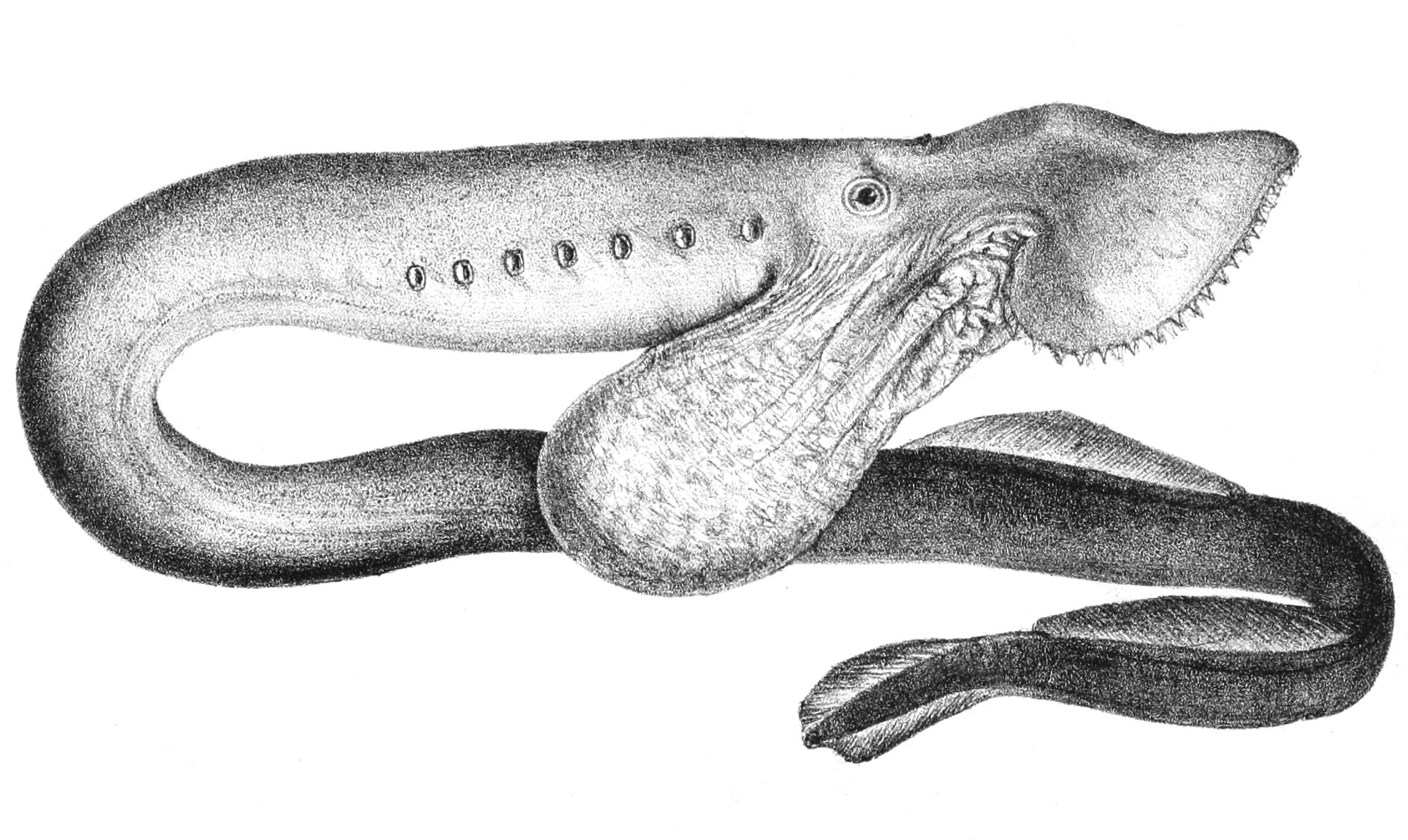
Geotria australis.

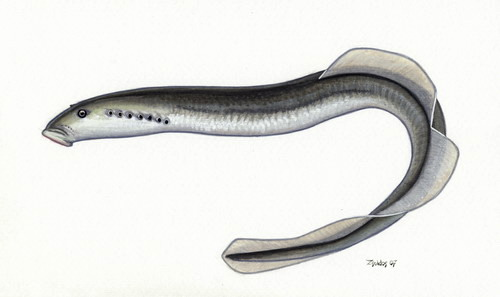
Eudontomyzon danfordi.

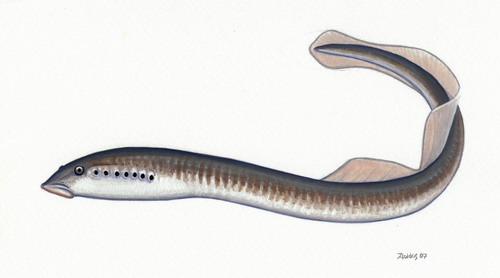
Eudontomyzon mariae.

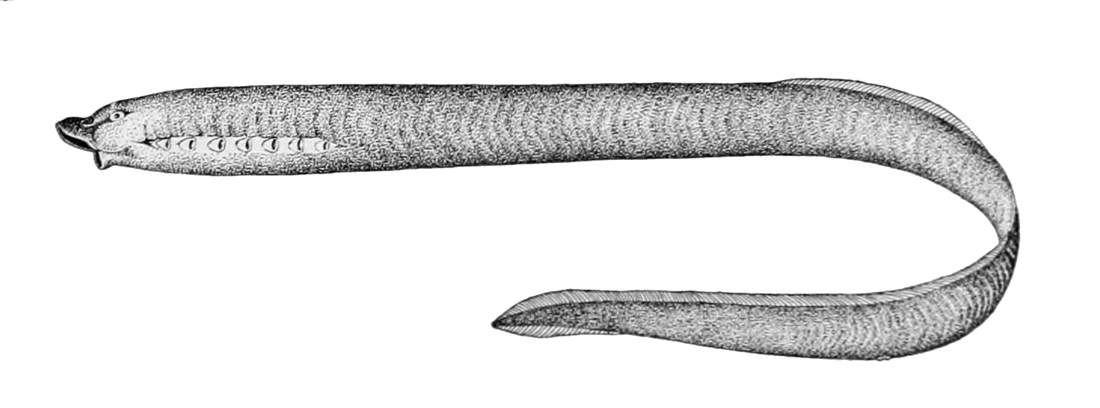
Lampetra tridentata.

L'ordre des Petromyzontiformes étymologiquement « suce-pierre », en grec) regroupe 49 espèces (selon  WoRMS, avril 2023) réparties en trois familles, qui sont :
- famille Geotriidae Gill, 1893
  - genre Geotria Gray, 1851
    - Geotria australis (Gray, 1851)
    - Geotria macrostoma (Burmeister, 1868)
- famille  Mordaciidae Gill, 1893
  - genre Mordacia Gray, 1851
    - Mordacia lapicida (Gray, 1851)
    - Mordacia mordax (Richardson, 1846)
    - Mordacia praecox (Potter, 1968)
- famille Petromyzontidae Bonaparte, 1831
  - genre Caspiomyzon Berg, 1906
    - Caspiomyzon graecus (Renaud & Economidis, 2010)
    - Caspiomyzon hellenicus (Vladykov, Renaud, Kott & Economidis, 1982)
    - Caspiomyzon wagneri (Kessler, 1870)

  - genre Entosphenus Gill, 1862
    - Entosphenus folletti (Vladykov & Kott, 1976)
    - Entosphenus lethophagus (Hubbs, 1971)
    - Entosphenus macrostoma (Beamish, 1982)
    - Entosphenus minimus (Bond & Kan, 1973)
    - Entosphenus similis (Vladykov & Kott, 1979)
    - Entosphenus tridentatus (Richardson, 1836)

  - genre Eudontomyzon Regan, 1911
    - Eudontomyzon danfordi (Regan, 1911)
    - Eudontomyzon mariae (Berg, 1931)
    - Eudontomyzon morii (Berg, 1931)
    - Eudontomyzon stankokaramani (Karaman, 1974)
    - Eudontomyzon vladykovi (Oliva & Zanandrea, 1959)

  - genre Ichthyomyzon Girard, 1858
    - Ichthyomyzon bdellium (Jordan, 1885)
    - Ichthyomyzon castaneus Girard, 1858
    - Ichthyomyzon fossor (Reighard & Cummins, 1916)
    - Ichthyomyzon gagei (Hubbs & Trautman, 1937)
    - Ichthyomyzon greeleyi (Hubbs & Trautman, 1937)
    - Ichthyomyzon unicuspis (Hubbs & Trautman, 1937)

  - genre Lampetra Bonnaterre, 1788
    - Lampetra aepyptera (Abbott, 1860)
    - Lampetra alavariensis (Mateus, Alves, Quintella & Almeida, 2013)
    - Lampetra auremensis (Mateus, Alves, Quintella & Almeida, 2013)
    - Lampetra ayresii (Günther, 1870)
    - Lampetra fluviatilis (Linnaeus, 1758)
    - Lampetra hubbsi (Vladykov & Kott, 1976)
    - Lampetra lamottenii (Lesueur, 1827)
    - Lampetra lanceolata (Kux & Steiner, 1972)
    - Lampetra lusitanica (Mateus, Alves, Quintella & Almeida, 2013)
    - Lampetra pacifica (Vladykov, 1973)
    - Lampetra planeri (Bloch, 1784)
    - Lampetra richardsoni (Vladykov & Follett, 1965)
    - Lampetra soljani (Tutman, Freyhof, Dulčić, Glamuzina & Geiger, 2017)
    - Lampetra zanandreai (Vladykov, 1955)

  - genre Lethenteron Creaser et Hubbs, 1922
    - Lethenteron alaskense (Vladykov & Kott, 1978)
    - Lethenteron appendix (DeKay, 1842)
    - Lethenteron camtschaticum (Tilesius, 1811)
    - Lethenteron kessleri (Anikin, 1905)
    - Lethenteron mitsukurii (Hatta, 1901)
    - Lethenteron ninae (Naseka, Tuniyev & Renaud, 2009)
    - Lethenteron reissneri (Dybowski, 1869)

  - genre Petromyzon Linnaeus, 1758
    - Petromyzon marinus (Linnaeus, 1758)

  - genre Tetrapleurodon Creaser et Hubbs, 1922
    - Tetrapleurodon geminis (Alvarez, 1964)
    - Tetrapleurodon spadiceus (Bean, 1887)

#### Les espèces européennes
Selon Fauna Europaea (26 février 2019) :
- Caspiomyzon wagneri, la lamproie de la mer Caspienne
- Eudontomyzon danfordi, la lamproie du Danube
- Eudontomyzon hellenicus, la lamproie de ruisseau grecque
- Eudontomyzon mariae, la lamproie de ruisseau ukrainienne
- Eudontomyzon stankokaramani, la lamproie de ruisseau du Drin
- Eudontomyzon vladykovi, la lamproie de Vladikov
- Eudontomyzon zanandreai, la lamproie de Lombardie
- Lampetra fluviatilis, la lamproie de rivière
- Lampetra planeri, la lamproie de Planer
- Lethenteron camtschaticum, la lamproie arctique
- Lethenteron kessleri, la lamproie de ruisseau de Sibérie
- Petromyzon marinus, la lamproie marine

## Sujets d'étude

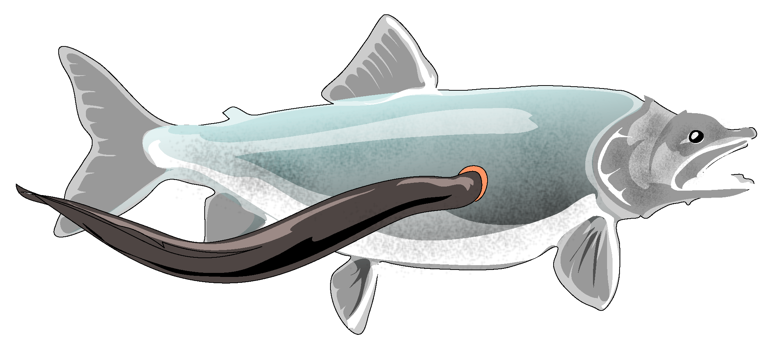
Une lamproie accrochée à un poisson.

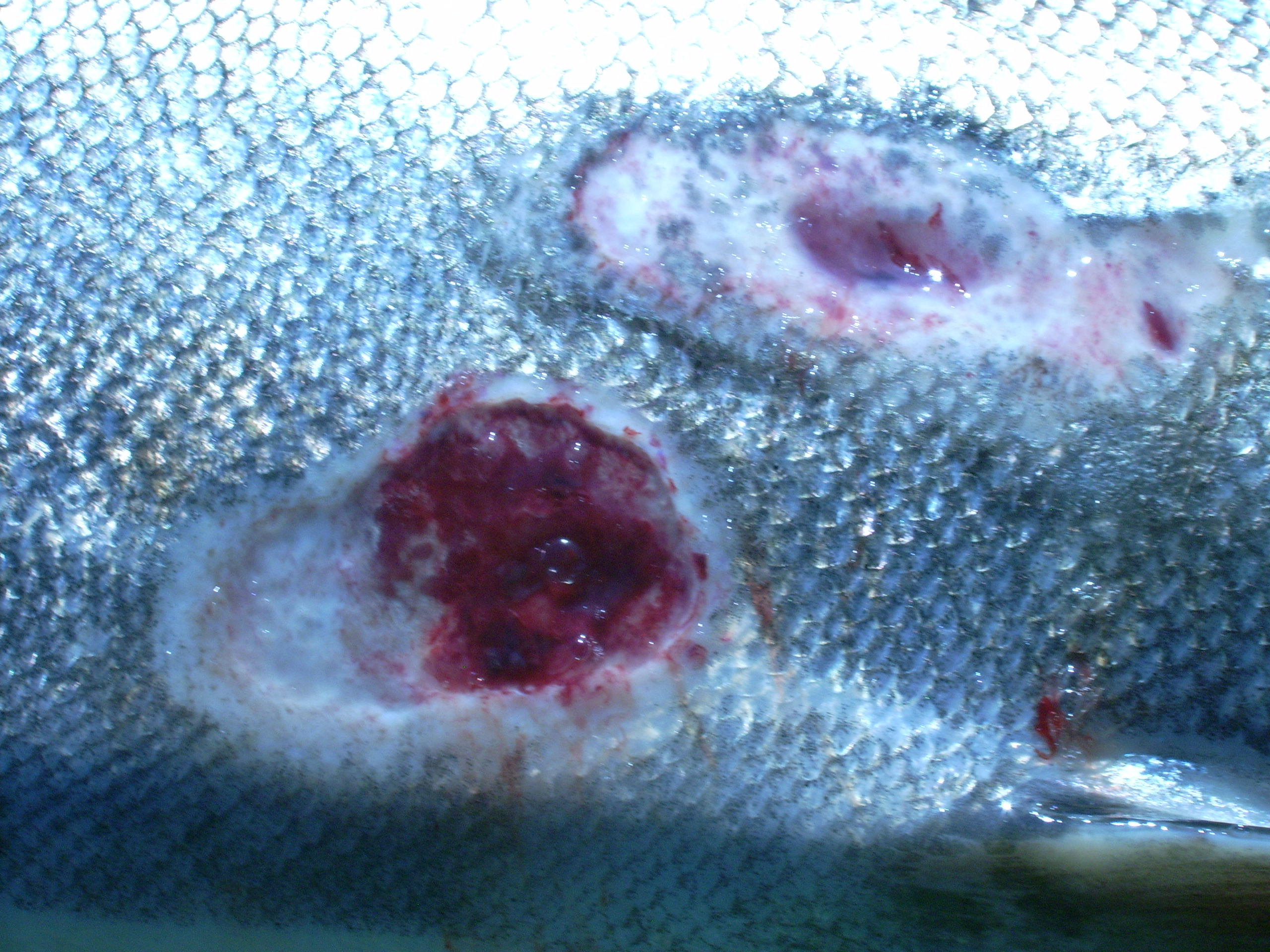
Blessures laissées par les suçoirs de deux lamproies marines sur un saumon chinook.

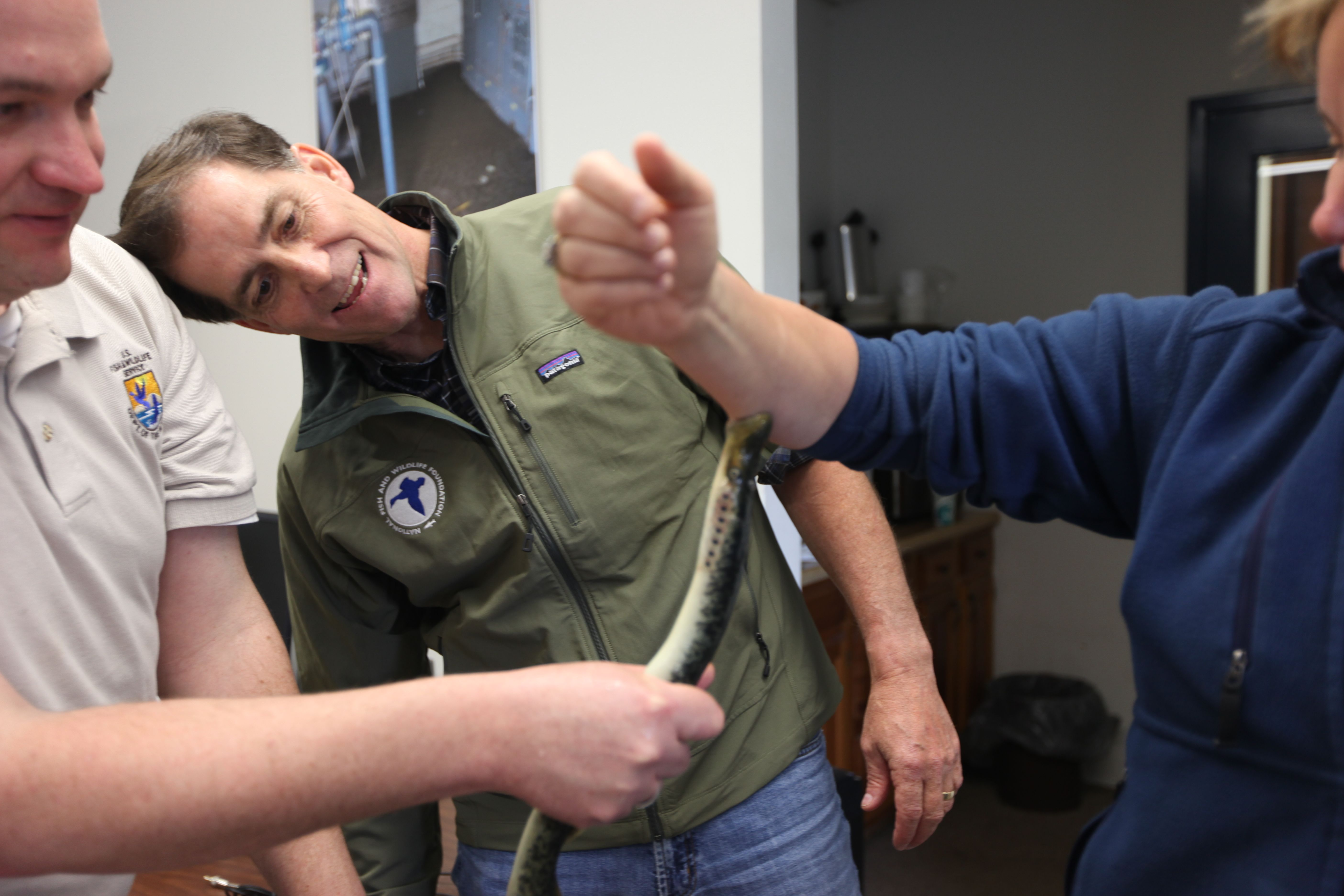
Lamproie fixée à un avant-bras.

Les enzymes utilisées par la lamproie lors de sa morsure sont à l'étude dans le but d'identifier, par exemple, leur substance anti-coagulante.
- M. Millier est le premier à avoir identifié l'ammocète comme étant une jeune lamproie encore imparfaite alors qu'André Marie Constant Duméril (1774-1860) l'avait prise pour une nouvelle espèce.
- À la fin du XIXe siècle, Sigmund Freud, en étudiant le cerveau de la lamproie, définit la constitution de base d'un système nerveux.
- Le Dr. Sten Grillner, du Karolinska Institut de Stockholm effectue des recherches sur le système nerveux de la lamproie. La lamproie est utilisée comme modèle animal parce que la structure générale de son cerveau est similaire à celle des mammifères et des humains. De plus, la relative simplicité de son cerveau par rapport aux autres espèces permet une étude approfondie des réseaux de neurones qui y opèrent. Les recherches du Dr. Grillner ont marqué le domaine de la locomotion, en démontrant l'existence et le fonctionnement du centre locomoteur spinal, aussi appelé CPG (central pattern generator). La lamproie est le premier animal sur lequel le centre locomoteur spinal a été enregistré et caractérisé. Ces réseaux de neurones ont des propriétés particulières, leur permettant d'activer les muscles impliqués dans la nage de façon coordonnée. Encore aujourd'hui, les découvertes faites chez la lamproie dans les années 1980 sont à la base des théories qui expliqueraient le fonctionnement des réseaux locomoteurs chez les mammifères et les humains. Les recherches sur la moelle épinière animale sont susceptibles de fournir des renseignements intéressants qui pourraient éventuellement être utilisés dans la guérison de patients atteints de lésions de la moelle épinière.
- Alors que les recherches du Dr Grillner portaient sur les systèmes locomoteurs de la moelle épinière, Réjean Dubuc, de l'Université de Montréal, étudie les mécanismes qui activent et contrôlent ces réseaux à partir du mésencéphale et du rhombencéphale. Ces recherches s'effectuent, entre autres, en stimulant la région locomotrice du mésencéphale, une structure impliquée dans le déclenchement de la locomotion et qui est présente chez plusieurs vertébrés (lamproie, poissons, salamandres, chats, oiseaux, humains).
- Le professeur Ferdinando Mussa-Ivaldi, de Chicago, a travaillé sur un hybride robotique utilisant le cerveau de la lamproie. Le principe de ses expériences consiste à enregistrer les signaux générés par un cerveau de lamproie isolé et à relier ces signaux à des robots qui peuvent ajuster leur comportement selon les signaux générés.
- La lamproie en tant que Protochordata dotée d'une thyroïde a été aussi étudiée du point de vue de la biosynthèse des iodoprotéines et hormones thyroïdiennes (dont les iodothyronines présentes chez tous les chordés, Urochordata, Cephalochordata et Vertébrés), car dont on ignore encore son origine exacte, et on ignorait si elles étaient synthétisées sous le niveau taxonomique des chordata, même si l'on savait que la bioconcentration de l'iode et son organification semblent fréquentes dans tout le règne animal[21].
- Sa production d'hormones stéroïdiennes en temps normal et sous stress modéré à intense a été étudiée chez l'adulte (mâle et femelle) chez lequel il semble que les hormones dites « sexuelles » chez la plupart des gnathostomes puissent chez la lamproie avoir d'autres fonctions[22]. Les tests immunologiques montrent que les ammocètes secrètent aussi certaines hormones stéroïdes retrouvées dans le plasma des larves (de lamproies marines) : progestérone, corticostérone, cortisol, androstènedione, testostérone, dihydrotestostérone, estrone et estradiol. On ignore encore le degré de vulnérabilité des larves et de l'espèce aux perturbateurs endocriniens[23]. La glande hypophyse semble jouer un rôle important dans le système hormonal[24].
- Les lamproies ont un sang particulier, avec 6 formes d'hémoglobine différentes pour la lamproie marine[25].
- En France, on commence à suivre les lamproies (par pose de marques passives numérotées et observation dans certaines stations de comptage/passe à poisson) pour mieux comprendre leurs migrations et dynamiques de population, en croisant ces données avec les mesures de température, de débit, ou l'analyse des effets de certains aménagements ou pollutions. Ainsi a-t-on pu savoir en 2011 que les premières lamproies sont remontées le 25 mars à la station Descartes (sur la Creuse) et le 15 mars à Châtellerault (Vienne)[26].

## La lamproie et l'homme

### Pêche

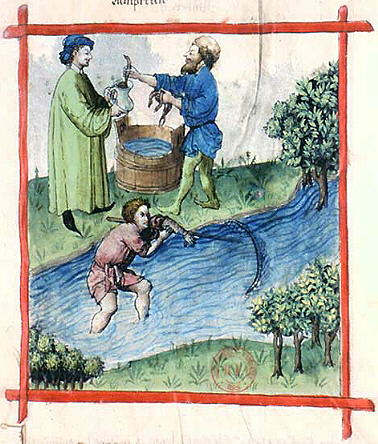
Pêche de lamproies au Moyen Âge (extrait du Tacuinum sanitatis).

Les trois lamproies européennes sont depuis longtemps pêchées, au moins depuis la Grèce antique et la Rome antique et par de nombreux moyens.

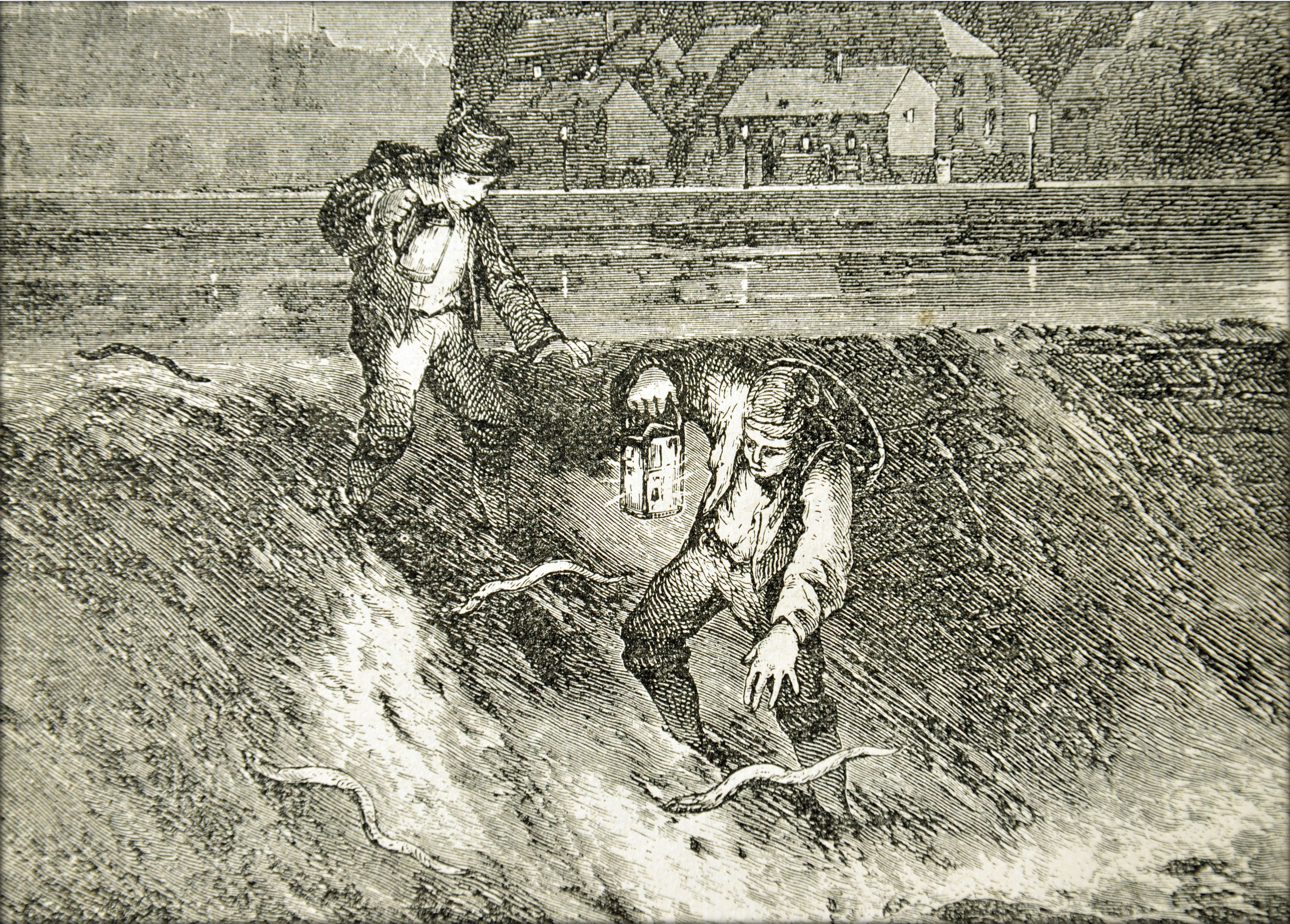
Braconnage de lamproies à la lumière, lors de leur remontée nocturne, en France.

En France c'est dans le sud-ouest que la pêche à la lamproie a été et reste la plus importante, tant par les pêcheurs amateurs que les professionnels. Elle se pratiquait de manière plus intensive, voire industrielle aux embouchures (Loire notamment où elle était « assez abondante » au XIXe siècle selon F. Barthélemy qui ajoutait : « On emploie le loup, sorte de filet à quenouilles, que deux hommes présentent au courant et qu'ils resserrent quand le poisson a donné dedans. On emploie aussi les « duits », qui se composent de barrages en pierre et en bois établis sur les bras morts de la basse Loire ; ces barrages sont garnis de nasses spéciales placées à distance égale les unes des autres, la lamproie remontant le fleuve donne forcément dans l'une des nasses (...) ». Des braconniers faisaient aussi des « pêches fructueuses, quoique illicites (...)Ils ont reconnu que la lamproie, évitant avec une excessive prudence tous les pièges et engins de pêche tendus en rivière, ne se montre jamais en plein jour sur les barrages ou obstacles quelconques qui interrompent sa route. Or, à l'époque habituelle du passage, les amateurs de pêche se mettent à explorer les barrages fixes où ce poisson est arrêté, entre les onze heures du soir et trois heures du matin, Munis d'une lanterne (...), ils s'avancent sur le glacis rampant de l'ouvrage (...) on les voit par moment arracher avec effort des corps adhérents aux maçonneries et flottants en partie à la surface. Ce sont autant de lamproies au repos, opérant, à la faveur de la nuit, leur ascension vers le bief supérieur (...) ».
La Loire, dernier grand fleuve sauvage, était réputée dans les années 1800 comme étant le cours d'eau le plus riche en lamproies.
Ancenis était « le grand quartier général de cette pêche qui donne lieu à un commerce assez important, par suite des pâtés et des ragouts au vin et aux pruneaux que l'on expédie de ce pays pour une partie de l'Ouest de la France » mais F. Barthelémy estime que « la Gironde et les rivières qui s'y versent sont aussi bien traitées par la nature que la Loire et la lamproie est un poisson fort recherché depuis Bordeaux jusqu'au point le plus élevé où elle remonte ». Le pâté de lamproie faisait aussi selon G. Barthélemy la renommée de Gloucester et le frai de la lamproie était également très estimé, « Rouen et Harfleur, dans la Seine inférieure ont la spécialité de sa conservation en pots dits pichets, mélangé avec du beurre frais et une purée d'oseille. En Italie, où la lamproie est très abondante, on la conserve marinée entière ». Selon Barthélemy, de mauvaises conserves ont pu être causes de botulisme ou intoxication alimentaire, et « au point de vue hygiénique, la lamproie n'est réellement de digestion facile qu'au printemps », et rehaussée d'une sauce très « condimentée ».
Après une phase de régression et alors que le nombre de pêcheurs professionnels a diminué (divisé par deux environ), les populations du sud-ouest (Bassin Adour-Garonne notamment) semblent s'être au moins en partie reconstituées mais peut-être au détriment d'autres espèces dont l'alose, malgré un moratoire de 2009 interdisant provisoirement sa pêche pour cinq ans. À titre d'exemple, un pêcheur professionnel de Pujols-sur-Ciron après en avoir capturé (en avril 2011) environ 50 kg en deux heures de pêche et quatre coups de filets commentait : « C’est comme ça depuis quinze jours, à chaque marée ».

### La lamproie dans la gastronomie

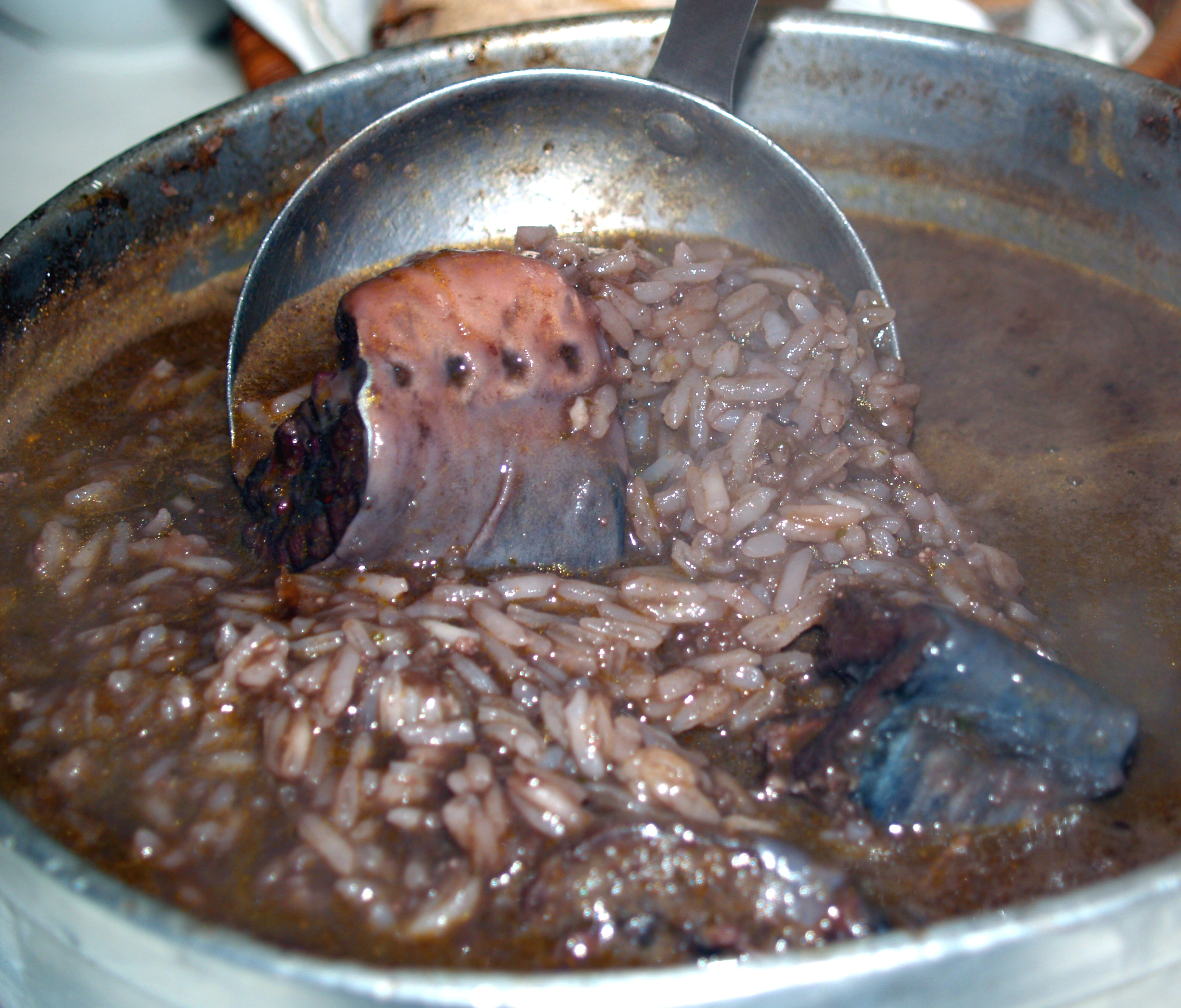
O arroz de lampreia em vinho tinto verde. Recette portugaise à base de lamproie, de vin rouge et de riz.

Les lamproies sont comestibles. Elles sont consommées depuis l'Antiquité. Le poète Horace les cite dans le deuxième recueil de ses Satires (VIII, 43-55), peut-être en tant que mets ambigu et utilisé métaphoriquement : la lamproie servie par Nasidiénus  est pleine, elle pourrait rappeler aux invités eux-mêmes qu'ils sont des « parasites » :
« (...) On apporte une lamproie (murena) étirée dans une poissonnière et entourée de squilles nageant [dans la sauce]. Sur ce, le maître de maison dit : « Elle a été prise pleine, sa chair aurait été moins bonne après le frai. (...) ».
Ce paragraphe est ainsi commenté par le philologue André Dacier dans les années 1680 :
« Les lamproies étoient fort estimées à Rome. J'ai lu quelque part, qu'un Poëte apelloit les lamproies d'Italie (...) un manger admirable ; mais ce n'etoit ni lorsqu'elles étoient pleines, ni lorsqu'elles avoient fait leurs petits ; car alors on les méprisoit fort, & on les donnoit pour rien. Et je crois que cela venoit de l'opinion où on étoit, qu'elles s'accouploient avec les serpens. C'étoit donc un méchant régal que Nasidiénus donnoit à ses conviés qu'une lamproie pleine. »
Plusieurs recettes régionales existent : la lamproie au vin rouge est ainsi un plat traditionnel de la cuisine bordelaise. On les consommait au Moyen Âge en galantine ou en pâté en croûte, accompagnées d'une sauce noire confectionnée avec leur propre sang — la lamproie est alors saignée vivante (ou fraîchement tuée) lors de sa préparation ; on l'incise de l'orifice génital jusqu'à la queue. La lamproie était considérée comme un mets raffiné, réservé aux notables et aux riches. Le roi Henri Ier d'Angleterre mourut le 1er décembre 1135 à Lyons-la-Forêt d'une indigestion de lamproies grillées.
Comme c'est le poisson qui s'est avéré être le plus pollué par le mercure (notamment sous sa forme la plus toxiques : MeHg, dont la durée de demi-vie corporelle est estimée à 45 jours), l'Afssa, saisie par la DGAL à la suite de teneurs dépassant systématiquement les seuils recommandés, l'a classé parmi les poissons à ne pas consommer par la femme enceinte, la femme allaitante et l'enfant de moins de 30 mois. Selon l'Ifremer et la DGAL, « les plans de surveillance 2007 et 2008 ont présenté des niveaux de contamination de la lamproie supérieurs au seuil réglementaire ».